# Брезимо
Брезимо (итал. Bresimo) је насеље у Италији у округу Тренто, региону Трентино-Јужни Тирол.
Према процени из 2011. у насељу је живело 292 становника. Насеље се налази на надморској висини од 1064 м.

## Становништво
| 1931. | 1936. | 1951. | 1961. | 1971. | 1981. | 1991. | 2001. | 2011. |
| ----- | ----- | ----- | ----- | ----- | ----- | ----- | ----- | ----- |
| 462   | 457   | 448   | 453   | 392   | 353   | 311   | 292   | 254   |